# Josef Muzak
Josef Muzak (* 24. Juli 1892 in Köln-Lindenthal; † 1945) war ein österreichischer Widerstandskämpfer zur Zeit des Nationalsozialismus.

## Leben
Muzak war gemeinsam etwa mit Viktor Reimann und Roman Karl Scholz Mitbegründer der Widerstandsgruppe Österreichische Freiheitsbewegung, welche sich zuerst Deutsche Freiheitsbewegung nannte und später unter dem Namen Roman Scholz’ bekannt wurde. Die Österreichische Freiheitsbewegung zählte zu den ersten größeren organisierten Widerstandsbewegungen Österreichs.
Muzak wurde am 12. April 1945 von der SS verschleppt und vermutlich ermordet, 1947 wurde er auf Antrag seiner Frau offiziell für tot erklärt. An Muzak erinnert eine Gedenktafel bei jenem Wiener Haus (Neustiftgasse 92), in dem sich die Widerstandsgruppe traf.